# Urgleptes physoderus
Urgleptes physoderus es una especie de escarabajo longicornio del género Urgleptes, tribu Acanthocinini, subfamilia Lamiinae. Fue descrita científicamente por Bates en 1885.
La especie se mantiene activa durante los meses de julio, septiembre y octubre.

## Descripción
Mide 3,1-4,25 milímetros de longitud.

## Distribución
Se distribuye por Costa Rica, Guatemala, Honduras y Panamá.